# Laurent Vallée
Laurent Vallée, né le 28 février 1971 à Enghien-les-Bains, est un haut fonctionnaire français, ancien secrétaire général du Conseil Constitutionnel et membre du Conseil d'État.

## Biographie

### Jeunesse et études
Laurent Vallée est le fils de Charles Vallée (1939-2018), professeur de droit public, qui fut un temps directeur des études à l'École nationale d’administration (ENA) avant de prendre en 1991 la direction générale des éditions Dalloz,.
Diplômé en 1993 de l'école supérieure des sciences économiques et sociales (ESSEC) et de l'institut d'études politiques de Paris en 1995, Laurent Vallée est issu de la promotion "Cyrano de Bergerac" de l'École nationale d'administration (ENA).

### Parcours professionnel
À sa sortie de l'école, en 1999, il est affecté au Conseil d'État. Il siège à la section du contentieux entre 1999 et 2002, puis, entre 2002 et 2008, est commissaire du gouvernement.
Entre 2006 et 2008, il est également conseiller technique pour les questions constitutionnelles au cabinet du secrétaire général du Gouvernement.
En 2008, Laurent Vallée devient avocat of counsel au sein du cabinet Clifford Chance. Entre 2010 et 2013, il est directeur des affaires civiles et du Sceau, au ministère de la Justice.
En 2013, il est nommé secrétaire général du groupe Canal +, il est également membre du conseil d’administration de la Ligue de football professionnel,.
Entre le 2 avril 2015 et le 15 août 2017, il est secrétaire général du Conseil constitutionnel. Il est remplacé à ce poste par Jean Maïa.
Il rejoint le groupe Carrefour le 30 août 2017 en tant que secrétaire général. Il se voit ainsi confier la responsabilité de la direction juridique, de la direction du développement durable, de la direction des affaires publiques, de la direction de l’audit ainsi que de la Fondation Carrefour.
Il est membre du Club des juristes,, un cercle de réflexion présidé par Nicole Belloubet.